# Natalie Zemon Davis
Natalie Zemon Davis (Detroit, 8 novembre 1928 – Toronto, 21 ottobre 2023) è stata una storica statunitense, specializzata sulla vita delle donne nell'età moderna.

## Biografia
Natalie Zemon Davis (nata Zemon) nacque a Detroit, Michigan, nel novembre 1926 da una famiglia ebrea della classe media di origine dell'Europa orientale. frequentò la Cranbrook Kingswood School e successivamente studiò allo Smith College, al Radcliffe College, all'Università di Harvard e all'Università del Michigan, conseguendo  il dottorato di ricerca nel 1959. Nel 1948 sposò il matematico e attivista Chandler Davis (1926-2022). Natalie venne coinvolta nella politica di sinistra mentre era allo Smith College e la coppia ebbe difficoltà negli Stati Uniti durante l'era del Red Scare. Chandler Davis perse la cattedra nel Michigan e negli anni '60 la coppia si trasferì in Canada con i loro tre figli.
Natalie Zemon Davis insegnò successivamente alla Brown University, all'Università di Toronto, all'Università di Berkeley e, dal 1978 fino al suo pensionamento nel 1996, alla Princeton University, dove divenne Henry Charles Lea Professor of History e direttrice della Shelby Cullom, Centro Davis per gli studi storici. Oltre ai corsi di storia sulla Francia della prima età moderna, tenne corsi di storia e antropologia, storia sociale ebraica della prima età moderna, storia e cinema. Fu anche una figura importante nello studio della storia delle donne e del genere, fondando, con Jill Ker Conway, un corso in quella materia nel 1971 presso l'Università di Toronto: uno dei primi nel Nord America.
Fu presidente dell'American Historical Association nel 1987. Coautrice di Dal Rinascimento all'età moderna (1991), con Georges Duby e Michelle Perrot scrisse nel 1992 una Storia delle donne in Occidente.
Dopo il pensionamento, visse a Toronto, dove è stata professoressa a contratto di storia e antropologia e professoressa di studi medievali presso l'Università di Toronto. Morì di cancro nella sua casa di Toronto il 21 ottobre 2023, all'età di 94 anni.

## Opere
- "The Rites of Violence: Religious Riot in Sixteenth-Century France", Oxford University Press, 1973
- Society and Culture in Early Modern France: Eight Essays, Stanford, California: Stanford University Press, 1975
- "Women's History" in Transition: the European Case", pagine 83–103 dal volume 3, capitolo 3, Feminist Studies, 1976
- "Beyond the Market: Books as Gifts in Sixteenth-century France" , pagine 69–88 da Transactions of the Royal Historical Society,  volume 33, 1983
- The Return of Martin Guerre, Cambridge, MA, Harvard University Press, 1983
- Frauen und Gesellschaft am Beginn der Neuzeit, Berlino, Wagenbach, 1986
- Fiction in the Archives: Pardon Tales and their Tellers in Sixteenth Century France, Stanford, California: Stanford University Press, 1987
- "Gender in the academy: women and learning from Plato to Princeton. An exhibition celebrating the 20th anniversary of undergraduate coeducation at Princeton University",  organizzata da Natalie Zemon Davis e altri, Princeton, Princeton University Library, 1990
- Renaissance and Enlightenment Paradoxes, insieme a Arlette Farge, Cambridge, MA: Belknap Press, 1993. volume III of A History of Women in the West
- Women on the Margins: Three Seventeenth-century Lives, Cambridge, MA, Harvard University Press, 1995 ISBN 9780674955219
- A Life of Learning: Charles Homer Haskins Lecture for 1997, New York, American Council of Learned Societies, 1997
- "Religion and Capitalism Once Again? Jewish Merchant Culture in the Seventeenth Century" da Representations No. 59 (estate 1997)
- Remaking Impostors: From Martin Guerre to Sommersby, Egham, Surrey, UK,  Royal Holloway Publications Unit, 1997
- The Gift in Sixteenth-Century France, University of Wisconsin Press,  2000
- Slaves on Screen: Film and Historical Vision, Cambridge, MA, Harvard University Press, 2002 ISBN 9780674008212
- Trickster Travels: A Sixteenth-Century Muslim Between Worlds, New York, Hill & Wang, 2006[4]
- Listening to the Languages of the People: Lazare Sainéan on Romanian, Yiddish, and French, Budapest, Central European University Press, 2022[5]

### Tradotte in italiano
- Le culture del popolo, Einaudi, 1980
- Storie d'archivio, Einaudi, 1992
- Dal Rinascimento all'età moderna (con Arlette Farge),  nell'ambito di Storia delle donne in Occidente, Laterza, diretta da Georges Duby e Michelle Perrot
- Il dono, Feltrinelli, 2002
- La doppia vita di Leone l'Alfricano, Laterza, 2008
- La passione della storia, dialogo con Denis Crouzet, Viella, 2007
- Il ritorno di Martin Guerre. Un caso di doppia identità nella Francia del Cinquecento, Roma, Officina Libraria, 2022 (con postfazione di Carlo Ginzburg)